# Národní park Talampaya
Talampaya je národní park v provincii La Rioja v severozápadní Argentině. Jedná se o geologickou formaci obsahující sedimenty ze svrchního triasu (stupeň carn), staré kolem 230 milionů let. Lokalita je významná tím, že jako jedna z mála na světě umožňuje zkoumat takřka nepřetržitý sled triasových uloženin. Byly zde objeveny významné fosilie triasových plazů, jako je rod Lagosuchus.
Národní park Talampaya (španělsky Parque Nacional Talampaya) byl zřízen v roce 1997 na ploše 2 150 km² a od roku 2000 spolu se sousedním provinciálním parkem Ischigualasto figuruje na Seznamu světového dědictví UNESCO.

## Fotogalerie

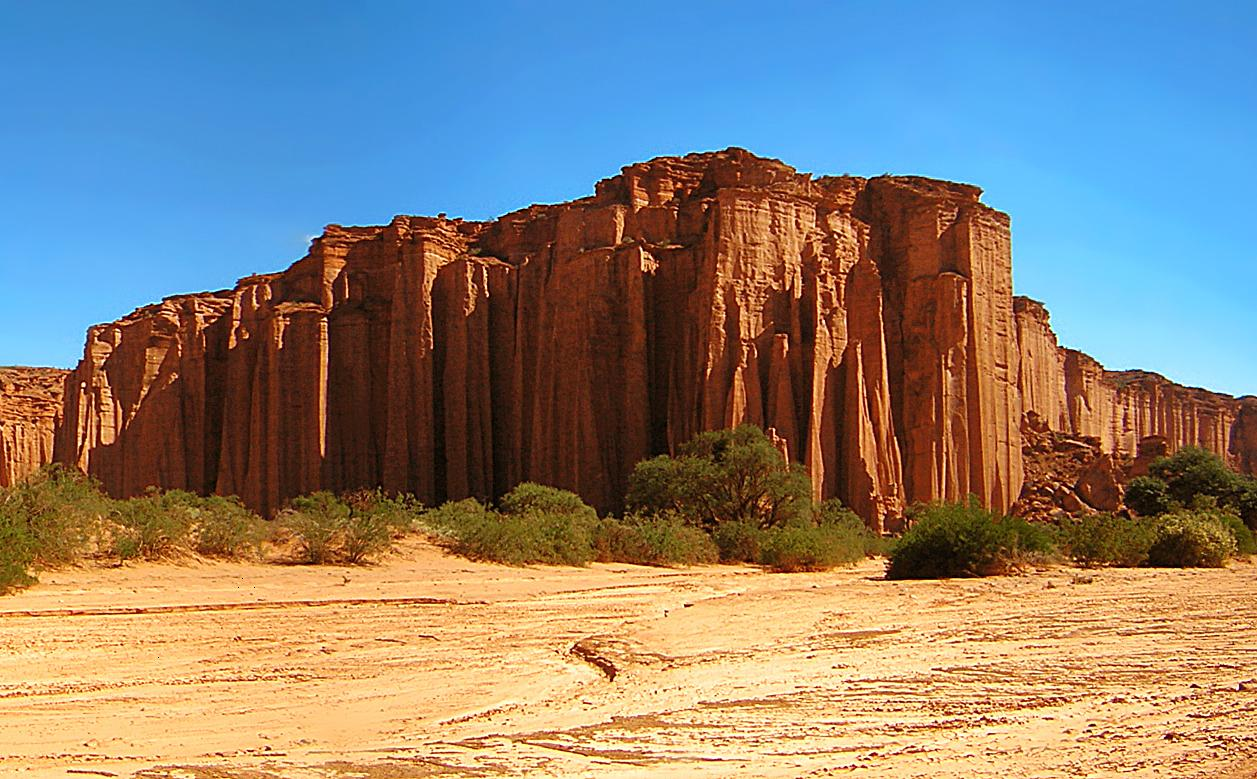
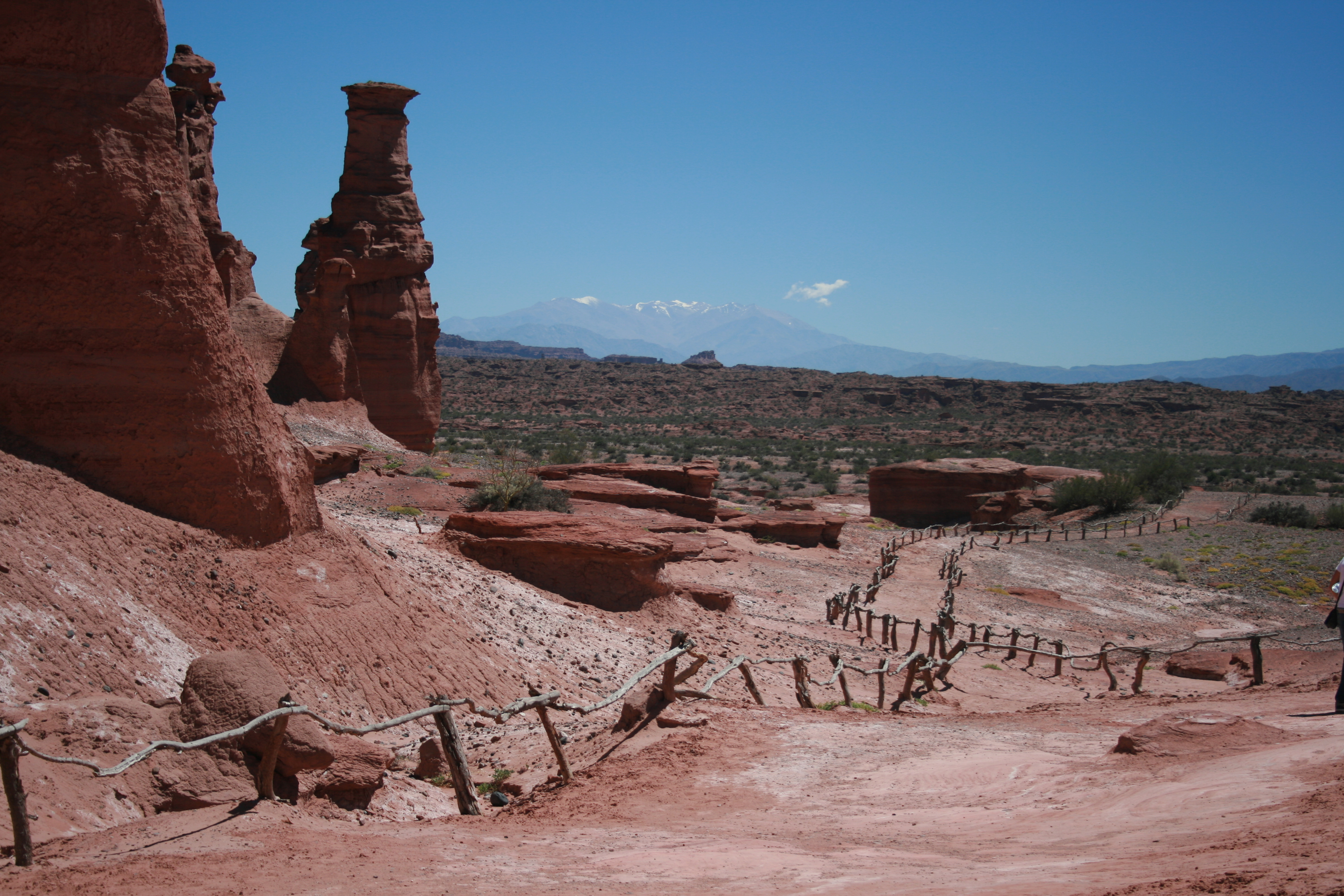
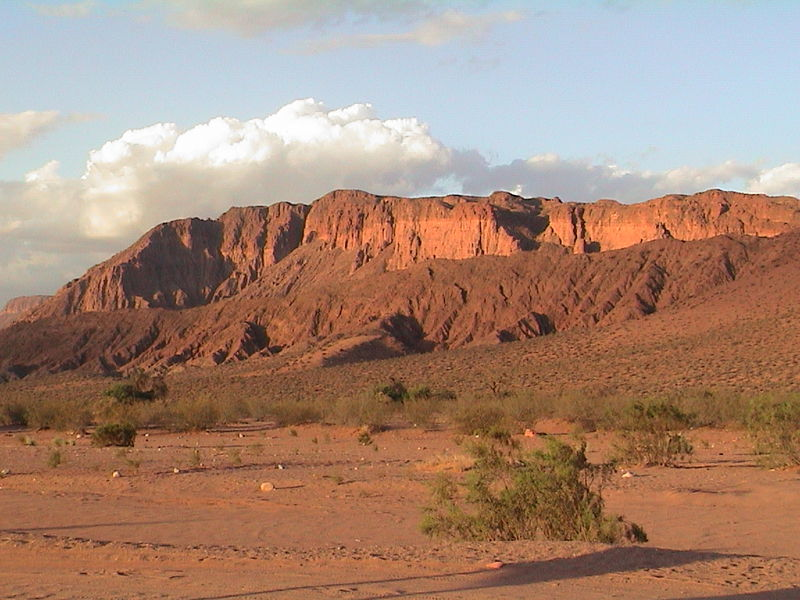
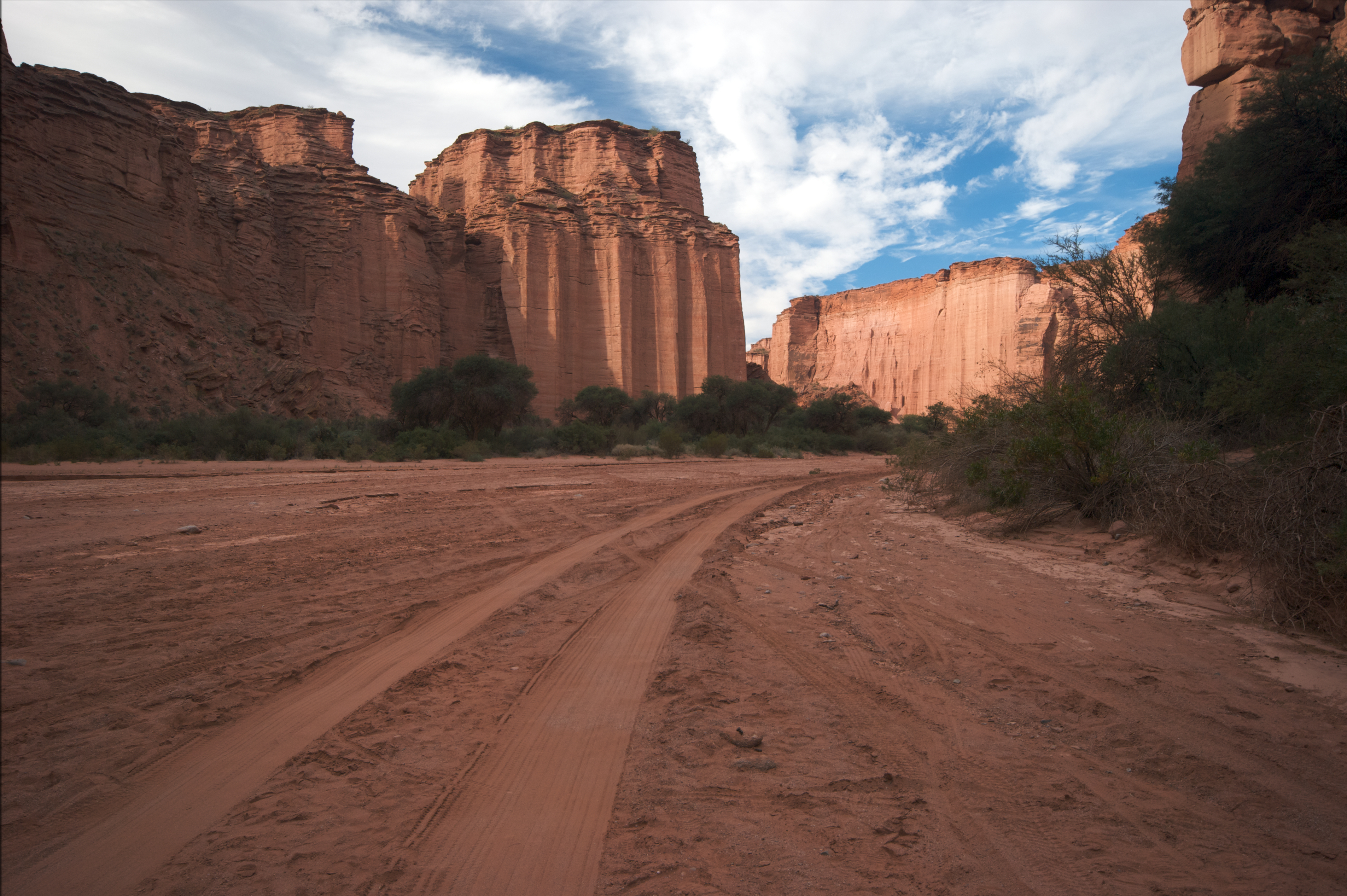